# Рамзи (окръг, Минесота)
Вижте пояснителната страница за други значения на Рамзи.
Окръг Рамзи (на английски: Ramsey County) е окръг в щата Минесота, Съединени американски щати. Площта му е 440 km², а населението – 506 278 души. Административен център е град Сейнт Пол.